# Ekvádor na Letních olympijských hrách 2008
Ekvádor se účastnil Letní olympiády 2008 ve 9 sportech. Zastupovalo ho 25 sportovců.

## Medailové pozice
| Medaile | Jméno           | Sport    | Disciplína          |
| ------- | --------------- | -------- | ------------------- |
| Stříbro | Jefferson Pérez | Atletika | Muži chůze na 20 km |